# Europaparlamentets budgetutskott
Europaparlamentets budgetutskott (engelska: European Parliament Committee on Budgets, BUDG) är ett av Europaparlamentets 20 ständiga utskott för att bereda ärenden i parlamentet.
Utskottets nuvarande ordförande, vald den 10 juli 2019, är den belgiske Europaparlamentsledamoten Johan Van Overtveldt (ECR).
Utskottet ansvarar för budgetplanen för inkomster och utgifter för Europeiska unionen. Det behandlar parlamentets befogenheter i att bestämma den årliga budgeten, inklusive för unionens decentraliserade organ. Det bedömer också de ekonomiska effekterna av all EU-lagstiftning och övervakar genomförandet av den löpande budgeten.

## Presidium
| Namn                 | Funktion i utskottet | Land     | Grupp | Bild |
| -------------------- | -------------------- | -------- | ----- | ---- |
| Johan Van Overtveldt | Ordförande           | Belgien  | ECR   |      |
| Janusz Lewandowski   | Viceordförande       | Polen    | EPP   |      |
| Olivier Chastel      | Viceordförande       | Belgien  | RE    |      |
| Margarida Marques    | Viceordförande       | Portugal | S&D   |      |
| Niclas Herbst        | Viceordförande       | Tyskland | EPP   |      |